# Маш'ал
38°40′17″ пн. ш. 66°03′01″ сх. д. / 38.67139° пн. ш. 66.05028° сх. д.
Маш'ал (узб. Mash'al, Машъал) — міське селище в Узбекистані, в Гузарському районі Кашкадар'їнської області.
Статус міського селища з 2009 року.